# 우정바이오
우정바이오(Woojung BIO Inc.)는 대한민국의 감염관리, 비임상 CRO 및 신약개발을 전문으로 하는 기업이다. 본사는 경기도 화성시 동탄기흥로 593-8(영천동, 우정바이오 신약클러스터I)에 위치해 있으며, 초대 창업자는 천병년이며, 현재 제2대 대표이사는 천희정이다.

## 역사
1989년 4월 신약 연구 관련 사업을 목표로 설립되었으며, 우정화학과 우정비에스씨를 거쳐 현재의 사명으로 변경되었다.
2017년에는 코스닥시장에 상장하였으며, 2023년에는 과학기술 분야 국회 공로장을 수상하였다.
2025년 5월 16일 천병년이 갑작스럽게 사망하였으며, 같은 해 5월 22일 그의 장녀 천희정이 후임으로 선임되었다.

## 같이 보기
- 소독

## 참고 문헌
1. ↑  이권구, 사각지대 없는 멸균-진화된 감염관리 시스템 구축, 약업신문, 2024년 8월 8일
2. ↑  권영덕, 한국IR협의회 기술분석보고서-우정바이오, 2022년 2월 17일
3. ↑  천병년 우정바이오 대표, 과학기술 분야 국회 공로장 수상, 히트뉴스, 2023년 11월 21일
4. ↑  현정인, 3Q 아쉬운 우정바이오 "신규 사업 통해 성장 기대감↑", 히트뉴스, 2023년 12월 23일